# Phật Sơn
Phật Sơn (tiếng Trung: 佛山; bính âm: Fóshān, tức là Núi Phật) là một thành phố trực thuộc tỉnh (cấp địa khu tức địa cấp thị-thành phố trực thuộc tỉnh) của tỉnh Quảng Đông, Cộng hòa Nhân dân Trung Hoa. Diện tích: 3840 km² và dân số 5,4 triệu người, trong đó có 1,1 triệu người sống trong nội thành (số liệu năm 2000).

## Các đơn vị hành chính trực thuộc
Thành phố Phật Sơn quản lý năm đơn vị cấp huyện, cả năm đơn vị này là quận (khu).
- Thiền Thành khu (禅城区)
- Nam Hải khu (南海区)
- Tam Thủy khu (三水区)
- Cao Minh khu (高明区)
- Thuận Đức khu (顺德区)

Các quận này được chia làm 64 hương, bao gồm 37 trấn và 27 nhai đạo.
Phật Sơn gần Quảng Châu và có mối liên hệ rất chặt chẽ với Quảng Châu. Một vùng đô thị Quảng Châu - Phật Sơn đang được hình thành. Nơi đây còn là một trung tâm võ thuật Trung Quốc, nhiêu danh môn hoặc danh gia võ thuật đều có liên hệ đến Phật Sơn như Hoàng Phi Hồng, Lương Tán, Diệp Vấn...